# Rasmus Carlsson
Rasmus Carlsson, född 6 september 1988, är en svensk mångkampare och stavhoppare som tävlar för KFUM Örebro.

## Karriär
I februari 2022 vid inomhus-SM tog Carlsson brons i stavhopp efter ett hopp på 4,82 meter.

## Personliga rekord
| Utomhus - 100 meter: 11,25 (Täby 5 juni 2010) - 100 meter: 11,20 (medvind 2,1 m/s) (Tammerfors, Finland 14 juni 2014) - 200 meter: 22,94 (Karlstad 14 augusti 2010) - 400 meter: 50,79 (Nottwil, Schweiz 29 juni 2013) - 1 500 meter: 4:42,74 (Viljandi, Estland 3 juni 2012) - 1 500 meter: 4:44,88 (Seinäjoki, Finland 5 juni 2011) - 110 meter häck: 15,76 (Tartu, Estland 7 juni 2015) - Höjdhopp: 2,00 (Huddinge 8 juni 2013) - Stavhopp: 5,22 (Huddinge 12 juni 2016) - Längdhopp: 6,89 (Huddinge 15 september 2012) - Kula: 14,20 (Huddinge 8 juni 2013) - Diskus: 40,72 (Gävle 6 september 2015) - Spjut: 59,05 (Huddinge 9 juni 2013) - Tiokamp: 7 526 (Huddinge 9 juni 2013) | Inomhus - 60 meter: 7,25 (Växjö 9 februari 2013) - 1 000 meter: 2:50,42 (Norrköping 13 februari 2011) - 1 000 meter: 2:51,72 (Växjö 9 februari 2014) - 60 meter häck: 8,72 (Göteborg 15 mars 2008) - 60 meter häck: 8,73 (Örebro 12 januari 2013) - Höjdhopp: 1,94 (Växjö 8 februari 2014) - Stavhopp: 5,17 (Sätra 22 februari 2015) - Längdhopp: 6,87 (Växjö 9 februari 2013) - Kula: 14,05 (Göteborg 12 mars 2016) - Sjukamp: 5 454 (Växjö 10 februari 2013) |

### Fotnoter
1. ↑  ”Karensövergångar 2008”. friidrott.se. 15 oktober 2008. Arkiverad från originalet den 10 oktober 2017. https://web.archive.org/web/20171010211853/http://www.friidrott.se/forbundsinfo/overgangar/karens08.aspx. Läst 30 september 2018.
2. ↑  ”Karensövergångar 2012”. friidrott.se. 16 oktober 2012. Arkiverad från originalet den 30 september 2018. https://web.archive.org/web/20180930193255/http://www.friidrott.se/forbundsinfo/overgangar/karens12.aspx. Läst 30 september 2018.
3. ↑  ”Stora SM 2013, dag 2”. trackandfield.se. Arkiverad från originalet den 3 september 2013. https://web.archive.org/web/20130903064049/http://www.trackandfield.se/resultat/2013/130830.htm. Läst 2 september 2013.
4. ↑  ”Stora SM 2017”. Arkiverad från originalet den 2 oktober 2017. https://archive.today/20171002101026/http://www.trackandfield.se/resultat/2017/170825_27.htm. Läst 1 oktober 2017.
5. ↑  ”SM i mångkamp 2012”. Arkiverad från originalet den 11 september 2011. https://web.archive.org/web/20110911195749/http://www.proteamonline.se/storage/customers/465/editor/resultat.html. Läst 16 april 2013.
6. ↑  ”SM i mångkamp 2013”. smfriidrott.com. Arkiverad från originalet den 19 januari 2015. https://web.archive.org/web/20150119042146/http://smfriidrott.com/sites/default/files/groupfiles/SM-resultat2.pdf. Läst 29 juli 2013.
7. ↑  ”SM i mångkamp 2015”. windathletics.com. Arkiverad från originalet den 24 november 2015. https://web.archive.org/web/20151124071109/http://www.windathletics.com/mkampsm2015_resultat.html. Läst 31 oktober 2015.
8. ↑  ”Stora inne-SM 2015, resultat”. archive.is. Arkiverad från originalet den 22 februari 2015. https://archive.is/20150222161525/http://livetiming.se/track/ism15/. Läst 29 mars 2015.
9. ↑  ”Stora inne-SM 2016, resultat”. livetiming.se. http://livetiming.se/track/ism16/. Läst 26 maj 2016.
10. ↑  ”Inne-SM mångkamp 2013, resultat”. telekonsultarena.se. http://telekonsultarena.se/resultat/mk13/resultat.php. Läst 18 februari 2013.
11. ↑  ”Inne-SM mångkamp 2016, resultat”. trackandfield.se. http://www.trackandfield.se/resultat/2016/160312_13.htm. Läst 26 maj 2016.
12. ↑  ”ISM 2018 2018-02-27”. primawebb.se. Arkiverad från originalet den 28 februari 2018. https://web.archive.org/web/20180228042650/http://primawebb.se/giffri/ism2018/Results_Total.html. Läst 27 februari 2018.
13. 1 2 3 4 5 6 7 8 9 10 11 12 13 14 15 16 17 18 19 20 21 22  ”Personsida på World Athletics webbplats” (på engelska). worldathletics.org. https://www.worldathletics.org/athletes/sweden/rasmus-carlsson-14941341. Läst 30 september 2018.
14. ↑  ”Systrarna Jönsson tampades om guldet”. friidrott.se. 27 februari 2022. Arkiverad från originalet den 29 november 2022. https://web.archive.org/web/20221129153920/https://www.friidrott.se/Nyheter/allmannanyheter/2022/Februari/systrarnajonssontampadesomguldet. Läst 28 mars 2022.
15. 1 2 3 4 5 6 7 8 9 10 11 12 13 14 15  ”Personsida på European Athletics' webbplats” (på engelska). european-athletics.org. https://www.european-athletics.com/historical-data/athletes/sweden/rasmus-carlsson-014941341. Läst 30 september 2018.